# Cầu Cổ Chiên
Cầu Cổ Chiên theo thiết kế là một cây cầu bê tông dự ứng lực đúc hẫng bắc qua sông Cổ Chiên nối xã Thành Thới với xã Nhị Long của tỉnh Vĩnh Long trên tuyến Quốc lộ 60. Cầu Cổ Chiên nằm cách bến phà Cổ Chiên 3,6 km về phía hạ lưu. Đến năm 2011, Cầu Cổ Chiên là một trong bốn dự án quan trọng được ưu tiên thực hiện trong việc phát triển hệ thống hạ tầng giao thông của vùng Đồng bằng sông Cửu Long. Đồng thời cũng là một trong 4 cầu quan trọng trên tuyến quốc lộ 60, các cầu khác là cầu Rạch Miễu, cầu Hàm Luông và cầu Đại Ngãi.
Chi phí dự kiến của dự án xây dựng này là 3.798,440 tỷ đồng, trong đó dự án thành phần 1 (xây dựng phần cầu chính) có vốn đầu tư trên 2.210 tỷ đồng được thực hiện theo hình thức BOT; dự án thành phần 2 có vốn đầu tư là 1.588,261 từ nguồn vốn ngân sách Nhà nước.
Sáng 16/05/2015, Thủ tướng Nguyễn Tấn Dũng, Phó Chủ tịch Quốc hội Nguyễn Thị Kim Ngân, lãnh đạo các Bộ, cùng lãnh đạo các tỉnh: Bến Tre, Trà Vinh, Vĩnh Long và Sóc Trăng tham dự và cắt băng thông xe. Việc thông xe cầu Cổ Chiên giúp rút ngắn 70 km khoảng cách từ Trà Vinh đi Thành phố Hồ Chí Minh.

## Thông số kỹ thuật
Ban đầu, cầu Cổ Chiên được thiết kế là cầu dây văng ba nhịp, kết cấu tháp bằng bê tông cốt thép đổ tại chỗ có chân hẹp, cao 71m, được thiết kế với 4 làn xe, rộng 16m và vận tốc 80 km/h.
Sau khi khởi công được hơn 1 năm, đến tháng 4 năm 2012, dự án xây dựng có sự thay đổi về kỹ thuật. Theo đó, cầu sẽ được xây theo dạng cầu bê tông dự ứng lực đúc hẫng thay vì cầu dây văng như thiết kế ban đầu . Việc điều chỉnh này được cho là khó khăn về vốn. Cầu Cổ Chiên được thiết kế vĩnh cửu bằng BTC và BTCT dự ứng lực, kết cấu nhịp chính dạng đúc hẫng cân bằng, sơ đồ nhịp (90+3×150+90)m; kết cấu nhịp dẫn gồm 24 nhịp dạng giản đơn dầm Super T, chiều dài nhịp 40m; Tổng chiều dài cầu 1,599Km; Tải trọng thiết kế: Hoạt tải HL-93; Mặt cắt ngang 4 làn xe, bề rộng cầu Bc = 16m; Vận tốc thiết kế 80Km/h; Tĩnh không thông thuyền: chiều cao H ≥ 25,0m, chiều rộng B ≥ 120m.
Chủ đầu tư: Ban Quản lý dự án 7 (Bộ Giao thông Vận tải). Tổng vốn đầu tư: 2 308 tỷ đồng.